# A Place in the Sun (chanson de Stevie Wonder)
Pour les articles homonymes, voir A Place in the Sun (homonymie).
Singles de Stevie Wonder
Blowin' in the Wind
(1966) Someday at Christmas
(1966)
A Place in the Sun est une chanson de 1966 interprétée par Stevie Wonder, coécrite par Ronald Miller et Bryan Wells.
Publiée sur son album Down to Earth, la chanson constitue son quatrième titre à atteindre le top 10 du Billboard Hot 100 depuis Fingertips en 1963.

## Historique
Fort du succès rencontré par son abum Up-tight sorti en mai 1966, Wonder va enchainer avec l'album Down to Earth dès le mois de novembre.
Le 24 octobre 1966, la chanson A Place in the Sun, écrite par Ron Miller sur une composition de Bryan Wells, sort en single, produit par Clarence Paul et diffusé par Tamla (référence 54139).
La face B contient le titre Sylvia, écrit par Henry Cosby, Sylvia Moy et Stevie Wonder lui-même.

### Personnel
- Stevie Wonder : voix
- The Funk Brothers : instrumentation[3]

### Version italienne
En 1967, Stevie Wonder enregistre une version en italien intitulée Il Sole è di Tutti. Dans cette adaptation de Giuseppe Cassia (it), Stevie Wonder s'associe à l'ensemble vocal I Cantori Moderni di Alessandroni (it) pour les chœurs. Le single est accompagné en face B de Passo Le Mie Notti Qui Da Solo, une adaptation de sa chanson Music Talk (issue de son album Up-tight) par Antonio Latessa et Corrado Bonicatti.

## Classements
| Classement (1966)                     | Meilleure position |
| ------------------------------------- | ------------------ |
| États-Unis (Billboard Hot 100)        | 9                  |
| États-Unis (Billboard Easy Listening) | 29                 |
| États-Unis (Billboard R&B Singles)    | 3                  |
| Royaume-Uni (OCC)                     | 20                 |

## Réception
Billboard décrit la chanson comme "orientée folk" à laquelle Wonder donne une "touche excitante".

## Reprises
Informations issues de SecondHandSongs, sauf mentions contraires.
A Place in the Sun compte une soixantaine de reprises, dont :
- Sandy Posey (en) sur Single Girl (1967)
- The Young Rascals sur Groovin' (1967)
- Bill Cosby sur Silver Throat: Bill Cosby Sings (en) (1967)
- Engelbert Humperdinck sur The Last Waltz (1967)
- Diana Ross & the Supremes et The Temptations sur Diana Ross & the Supremes Join The Temptations (1968)
- The Four Tops sur Yesterday's Dreams (en) (1968)
- The Staple Singers sur What the World Needs Now Is Love (1968)
- Glen Campbell sur A New Place in the Sun (en) (1968)
- David Isaacs (en) en single (1968)
- Monk Montgomery sur It's Never Too Late (1969)
- Jonah Jones sur Along Came Jonah (1969)
- Slim Smith en single (1969)[7]
- Stars on 45 (en) dans le medley The Superstars - The Greatest Rock 'N Roll Band in the World - Stars on Stevie (1982)
- Sonny James en single (1982), obtient la 60e du Billboard Hot Country[8]
- Piet Veerman (en) sur Dreams (To Remember) (1995)
- Freddy Cole sur This Is the Life (1995)
- Billy Eckstine sur la compilation The Motown Years (2004)
- Big Mountain ft. Fiji sur Versions: Undercover (2008)
- UB40 ft. Ali, Astro & Mickey sur A Real Labour of Love (en) (2018)

### Adaptations en langue étrangère
| Année | Langue    | Titre              | Adaptation                   | Interprète(s)                                                          |
| ----- | --------- | ------------------ | ---------------------------- | ---------------------------------------------------------------------- |
| 1966  | Allemand  | Nur der Mond       | Kurt Hertha                  | Bobby Solo                                                             |
| 1966  | Italien   | Il sole è di tutti | Giuseppe Cassia              | Stevie Wonder, Dino (1967), I Gatti Rossi (1968), Gerry (1968)         |
| 1968  | Finnois   | En katso aurinkoon | Aarno Raninen                | Aarno Ranisen                                                          |
| 1968  | Finnois   | Paikka auringossa  | Jyrki Lindström              | Katri Helena, Tapsa Heinonen (1975), Pepe Lauanne (1990), Bablo (1995) |
| 1968  | Norvégien | En plass i solen   | Arne Bendiksen, C.C. Bøyesen | Lillian Askeland                                                       |
| 1995  | Tchèque   | Jedu dál           | Josef Blažejovský            | Taxmeni                                                                |
| 1998  | Tchèque   | Ztracená láska     | Marie Pojkarová              | Marie Pojkarová                                                        |

## Utilisation dans les médias
- Le petit monde de Charlotte de Gary Winick (2006)[9] avec une interprétation de The Gabe Dixon Band (en),
- Noëlle de Marc Lawrence (2019)[10],
- The Banker de George Nolfi (2020)[10].